# Siercz

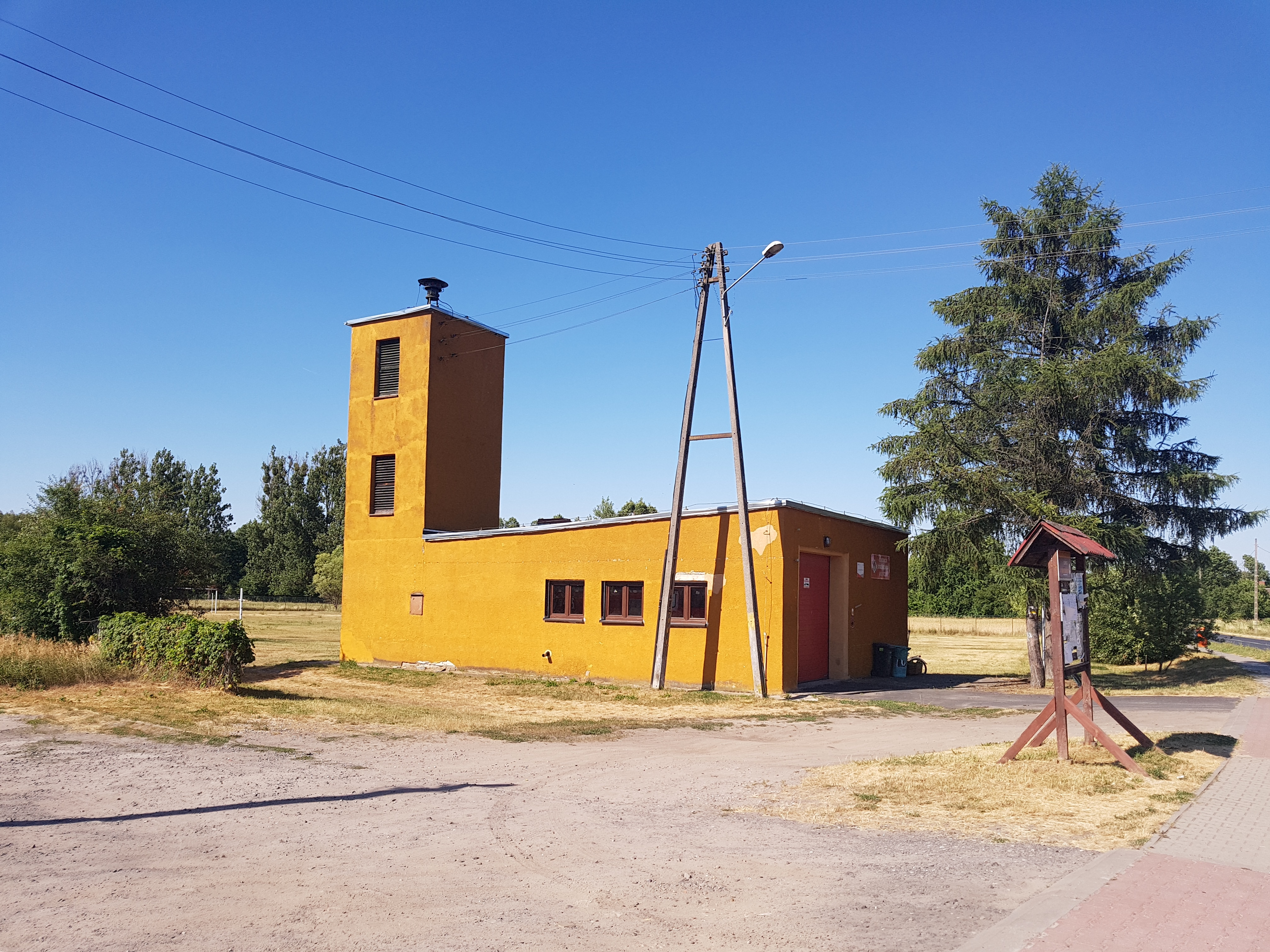
Budynek OSP w Sierczu

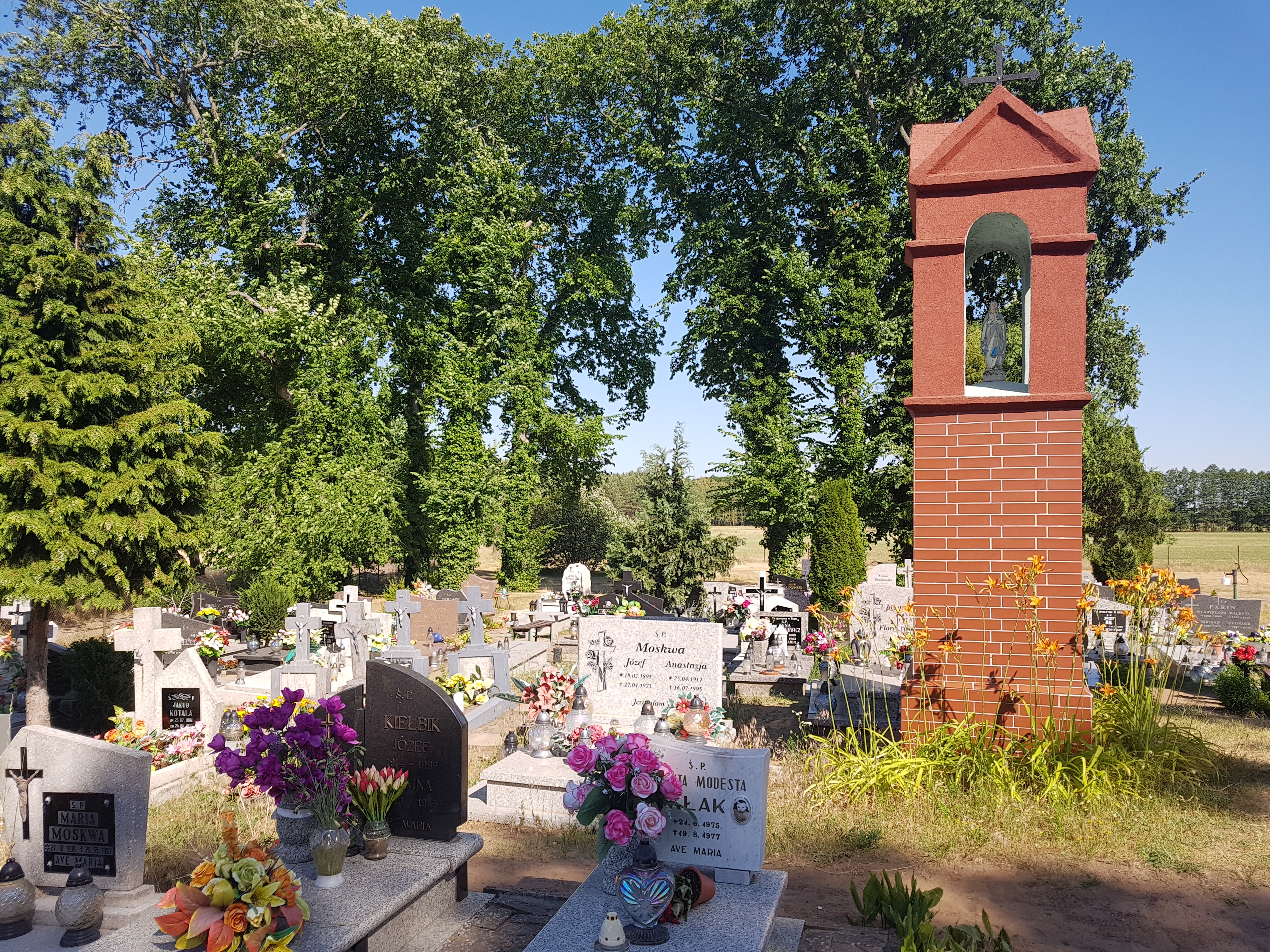
Cmentarz komunalny w Sierczu

Siercz – wieś sołecka w Polsce położona w województwie lubuskim, w powiecie międzyrzeckim, w gminie Trzciel.

## Historia
Miejscowość pierwotnie związana była z Wielkopolską. Ma metrykę średniowieczną i istnieje co najmniej od początku XIV wieku. Wymieniona w dokumencie zapisanym po łacinie z 1394 jako „Szircz”, 1406 „Syrczewo”, 1419 „Sirzcz”, 1434 „Szircze”, 1434 „Schyrcze”, 1434 „Syrcze”, 1436 „Syerczy”, 1464 „Sircz”, 1475 „Zircz”, 1508 „Szyrcz”, 1510 „Syrcz”, 1538 „Sziercz”, 1571 „Siercz”, 1944 „Schierzig” .
W 1394 Świętosław z Szubina kasztelan kaliski w imieniu swej żony Wichny toczył spór sądowy z Fredhelmem Wezenborgiem o zamek i miasto Trzciel wraz z wsiami, m.in. z Sierczem. W 1406 Wichna wdowa po Świętosławie wraz z synem Borkiem z Grodziska wygrywali proces z Boguszem i Bartoszem synami zmarłego Fredhelma Wezenborga o zamek i miasto Trzciel wraz z wsiami, w tym z Sierczem. W 1434 miejscowość należała do powiatu poznańskiego Korony Królestwa Polskiego. Dziedzicami dóbr trzcielskich wraz z Sierczem byli spadkobiercy Macieja Trzcielskiego z Trzciela i Grodziska, syna Wichny. W 1436 odnotowano kopiec narożny w lesie Koźla dzielący wsie Siercz, Bobowicko i Policko. W 1464 wyznaczono granicę między Sierczem i Bobowickiem .
W 1475 wieś została wymieniona w wykazie zaległości podatkowych z pow. poznańskiego. W 1508 odnotowano pobór od 4,5 łana. W 1509 pobór od 4,5 łana, 0,5 łana sołtysiego. W 1510 w Sierczu było 8 łanów kmiecych, 7 łanów opuszczonych, sołtys miał 2 łany osiadłe i łan opustoszały. W 1563 miał miejsce pobór od 6 łanów, 2 karczm dorocznych, kowala. W 1580 pobór od 10 półłanków. We wsi gospodarowało wówczas 11 zagrodników, 4 komorników płacących po 8 groszy, 2 komorników po 2 grosze, 4 rzemieślników, był także jeden łan sołtysi, 18 rybaków jeden łan należał do karczmarza, a drugi był spalony. W 1583 pobór z Siercza płacił Marcin Ostroróg Lwowski .
W latach 1434–1607 wieś Siercz należała do dóbr trzcielskich Ostrorogów herbu Nałęcz z Lwówka do momentu kiedy to ostatni z nich, zmarły bezpotomnie Jerzy sprzedał Siercz z zastrzeżeniem prawa wykupu Kasprowi Szlichtyngowi z Bukowca. W 1508 miejscowość należała do parafii trzcielskiej. W 1580 odnotowana jako wieś szlachecka położona w powiecie poznańskim województwa poznańskiego w Rzeczypospolitej Obojga Narodów .
W latach 1975–1998 miejscowość administracyjnie należała do województwa gorzowskiego.